# 里斯·布朗 (1996年)
里斯·布朗（英語：Reece Brown；1996年3月3日—）是一位英格蘭足球運動員，在場上的位置是中場。現時被英冠球隊哈德斯菲尔德外借至英甲球隊彼得伯勒联。

## 球會生涯
布朗10歲時便加入伯明翰城青年學院，2012年7月獲得獎學金，在球會的U18展開其足球事業。2013年9月17日，他首次在職業聯賽上場，在以3-0不敵伯恩利賽事中入替达伦·安布罗斯上場。2014年1月18日主場對约维尔的比賽，他首次先發上場並當選為伯明翰全場最佳球員，之後他與球會簽下職業合約至2016年。

### 諾士郡
2014/15球季，在首6場賽事只獲得1次上場機會的他被外借到英甲球會諾士郡一個月。在新球會首場比賽對布里斯托尔城便先發上場踢了64分鐘。外借到期共上場4次，之後因傷提前終止租約。

## 國家隊生涯
2011年11月25日，布朗首次替英格蘭U16上場，在勝利盾對蘇格蘭U16的比賽在半場換入。2012年蒙太古国际足球邀请赛他代表U16參賽3次，而英格蘭在半決賽的點球大戰中不敵俄羅斯U16，但成功擊敗法國取得第三名。2012年8月31日，布朗在U17處子戰便取得入球以4-1擊敗土耳其U17。2013年歐洲U-17足球錦標賽資格賽中，布朗所上場3次的比賽皆取得勝利。2013年11月，他被U18徵召參加集訓營，並在2014年3月3日首次替U18上場。

## 外部連結
- 足球数据库：里斯·布朗的球员统计数据
- Profile （页面存档备份，存于） at Birmingham City F.C. website